# Ноелія Серра
Ноелія Серра (ісп. Noelia Serra; нар. 9 вересня 1977) — колишня іспанська тенісистка.
Найвищу одиночну позицію світового рейтингу — 236 місце досягла 13 травня 1996, парну — 242 місце — 6 листопада 1995 року.
Здобула 3 одиночні та 2 парні титули.

## Фінали ITF

### Одиночний розряд: 5 (3–2)
| Результат | Ранг | Дата              | Турнір                | Покриття | Суперниця       | Рахунок       |
| --------- | ---- | ----------------- | --------------------- | -------- | --------------- | ------------- |
| Перемога  | 1.   | 4 травня 1997     | ITF Балагер, Іспанія  | Ґрунт    | Кетрін Берклей  | 3–6, 6–3, 6–3 |
| Поразка   | 1.   | 17 серпня 1997    | ITF Коксейде, Бельгія | Ґрунт    | Жустін Енен     | 3–6, 6–7(4)   |
| Поразка   | 2.   | 12 жовтня 1997    | ITF Жирона, Іспанія   | Ґрунт    | Елена Сальвадор | 3–6, 2–6      |
| Перемога  | 2.   | 30 листопада 1997 | ITF Майорка, Іспанія  | Ґрунт    | Мелані Шнелль   | 6–4, 6–1      |
| Перемога  | 3.   | 19 квітня 1998    | ITF Галатіна, Італія  | Ґрунт    | Роміна Оттобоні | 6–2, 4–6, 6–2 |

### Парний розряд: 3 (2–1)
| Результат | Ранг | Дата              | Турнір                                      | Покриття | Партнерка                  | Суперниці                             | Рахунок          |
| --------- | ---- | ----------------- | ------------------------------------------- | -------- | -------------------------- | ------------------------------------- | ---------------- |
| Перемога  | 1.   | 13 листопада 1994 | ITF Santo Domingo, Домініканська Республіка | Ґрунт    | Джоелл Шад                 | Барбара Кастро Марія-Алехандра Кесада | 5–1 ret.         |
| Поразка   | 1.   | 5 жовтня 1997     | ITF Льєйда, Іспанія                         | Ґрунт    | Carlijn Buis               | Лурдес Домінгес Ліно Нурія Монтеро    | 7–6(1), 2–6, 1–6 |
| Перемога  | 2.   | 19 квітня 1998    | ITF Галатіна, Італія                        | Ґрунт    | Роса Марія Андрес Родрігес | Сілвія Урічкова Деббі Гак             | 6–4, 6–1         |